# Erik Sviatchenko
Erik Sergeivich Sviatchenko (Oekraïens: Ерік Сергійович Святченко; Viborg, 4 oktober 1991) is een Oekraïens-Deens voetballer die bij voorkeur als centrale verdediger speelt. In 2006 verruilde hij de jeugd van Viborg FF voor FC Midtjylland. Op 18 januari 2016 verruilde hij FC Midtjylland voor de Schotse club Celtic FC, waar hij een contract tekende voor vierenhalf jaar.

## Spelerstatistieken
| Seizoen | Club           | Land                | Competitie           | Competitie | Competitie | Beker | Beker | Internationaal | Internationaal | Totaal | Totaal |
| Seizoen | Club           | Land                | Competitie           | Wed.       | Dlp.       | Wed.  | Dlp.  | Wed.           | Dlp.           | Wed.   | Dlp.   |
| ------- | -------------- | ------------------- | -------------------- | ---------- | ---------- | ----- | ----- | -------------- | -------------- | ------ | ------ |
| 2008/09 | FC Midtjylland | Vlag van Denemarken | Superligaen          | 1          | 0          | 0     | 0     | —              | —              | 1      | 0      |
| 2009/10 | FC Midtjylland | Vlag van Denemarken | Superligaen          | 5          | 1          | 0     | 0     | —              | —              | 5      | 1      |
| 2010/11 | FC Midtjylland | Vlag van Denemarken | Superligaen          | 12         | 0          | 2     | 0     | —              | —              | 14     | 0      |
| 2011/12 | FC Midtjylland | Vlag van Denemarken | Superligaen          | 15         | 1          | 0     | 0     | 0              | 0              | 15     | 1      |
| 2012/13 | FC Midtjylland | Vlag van Denemarken | Superligaen          | 28         | 2          | 2     | 0     | 2              | 0              | 32     | 2      |
| 2013/14 | FC Midtjylland | Vlag van Denemarken | Superligaen          | 17         | 3          | 1     | 0     | —              | —              | 18     | 3      |
| 2014/15 | FC Midtjylland | Vlag van Denemarken | Superligaen          | 19         | 1          | 0     | 0     | 1              | 0              | 20     | 1      |
| 2015/16 | FC Midtjylland | Vlag van Denemarken | Superligaen          | 13         | 2          | 0     | 0     | 12             | 1              | 25     | 3      |
| 2015/16 | Celtic FC      | Vlag van Schotland  | Scottish Premiership | 14         | 0          | 4     | 1     | 0              | 0              | 18     | 1      |
| 2016/17 | Celtic FC      | Vlag van Schotland  | Scottish Premiership | 28         | 1          | 6     | 0     | 9              | 0              | 43     | 1      |
| Totaal  | Totaal         | Totaal              | Totaal               | 152        | 11         | 16    | 1     | 24             | 1              | 192    | 13     |

## Interlandcarrière
Op 25 maart 2015 maakte Sviatchenko zijn debuut in het nationale elftal van Denemarken in de vriendschappelijke wedstrijd tegen de Verenigde Staten.
| Interlands van Erik Sviatchenko voor Denemarken | Interlands van Erik Sviatchenko voor Denemarken | Interlands van Erik Sviatchenko voor Denemarken | Interlands van Erik Sviatchenko voor Denemarken | Interlands van Erik Sviatchenko voor Denemarken | Interlands van Erik Sviatchenko voor Denemarken |
| №                                               | Datum                                           | Wedstrijd                                       | Uitslag                                         | Soort wedstrijd                                 | Doelpunten                                      |
| Als speler bij FC Midtjylland                   | Als speler bij FC Midtjylland                   | Als speler bij FC Midtjylland                   | Als speler bij FC Midtjylland                   | Als speler bij FC Midtjylland                   | Als speler bij FC Midtjylland                   |
| ----------------------------------------------- | ----------------------------------------------- | ----------------------------------------------- | ----------------------------------------------- | ----------------------------------------------- | ----------------------------------------------- |
| 1                                               | 25 maart 2015                                   | Denemarken – Verenigde Staten                   | 3 – 2                                           | Vriendschappelijk                               |                                                 |
| 2                                               | 29 maart 2015                                   | Frankrijk – Denemarken                          | 2 – 0                                           | Vriendschappelijk                               |                                                 |
| 3                                               | 7 september 2015                                | Armenië – Denemarken                            | 0 – 0                                           | Kwalificatie EK 2016                            |                                                 |
| 4                                               | 11 oktober 2015                                 | Denemarken – Frankrijk                          | 1 – 2                                           | Vriendschappelijk                               | 90+1'                                           |
| Als speler bij Celtic FC                        |                                                 |                                                 |                                                 |                                                 |                                                 |
| 5                                               | 29 maart 2016                                   | Schotland – Denemarken                          | 1 – 0                                           | Vriendschappelijk                               |                                                 |

## Erelijst
FC Midtjylland
- Deens landskampioenschap

2015
1 Lössl ·
2 Cools ·
5 Høegh ·
6 Andersson ·
7 Sisto ·
9 Kaba ·
10 Evander ·
11 Mabil ·
13 Reese ·
14 Dalsgaard ·
15 Kraev ·
16 Ólafsson ·
19 George ·
20 Nicolaisen ·
24 Sörensen ·
27 Olsen ·
28 Sviatchenko  ·
29 Paulinho ·
30 Thompson ·
34 Anderson ·
35 Charles ·
36 Dreyer ·
37 Onyedika ·
39 Torp ·
40 Cajuste ·
42 Akintola ·
43 Madsen ·
44 Dyhr ·
45 Isaksen ·
46 Sery ·
47 Heiselberg ·
48 Hansen ·
50 Bility ·
53 Lind ·
54 Fraulo ·
55 Bak Jensen ·
58 Simsir ·
61 Anene ·
73 Juninho ·
74 Brumado ·
91 Birksö ·
Coach: Henriksen